# Wspólnota administracyjna Gemünden am Main
Wspólnota administracyjna Gemünden am Main – wspólnota administracyjna (niem. Verwaltungsgemeinschaft) w Niemczech, w kraju związkowym Bawaria, w rejencji Dolna Frankonia, w regionie Würzburg, w powiecie Main-Spessart. Siedziba wspólnoty znajduje się w mieście Gemünden am Main, przy czym nie jest ono członkiem wspólnoty.
Wspólnota administracyjna zrzesza trzy gminy wiejskie (Gemeinde): 
- Gössenheim, 1 238 mieszkańców, 11,50 km²
- Gräfendorf, 1 350 mieszkańców, 45,30 km²
- Karsbach, 1 785 mieszkańców, 30,15 km²